# Corronsac
Corronsac (em occitano:  Corronsac) é uma comuna francesa na região administrativa da Occitânia, no departamento do Alto Garona. Estende-se por uma área de 6.34 km², com 839 habitantes, segundo o censo de 2018, com uma densidade de 130 hab/km².